# Rhabdoblatta pandens
Rhabdoblatta pandens är en kackerlacksart som först beskrevs av Walker, F. 1868.  Rhabdoblatta pandens ingår i släktet Rhabdoblatta och familjen jättekackerlackor.
Artens utbredningsområde är Filippinerna. Inga underarter finns listade i Catalogue of Life.